# Natchez
Pour les articles homonymes, voir Natchez (homonymie).
Les Natchez sont un peuple amérindien qui vivait dans la région de l'actuelle ville de Natchez dans le Mississippi. Vers 1730, après plusieurs guerres contre les Français, les Natchez furent vaincus et dispersés. La plupart des survivants soit furent réduits à l'esclavage par les Français, soit trouvèrent refuge parmi d'autres tribus, comme les Chicachas, les Creeks et les Cherokees. De nos jours, la plupart de leurs descendants se trouvent en Oklahoma, parmi les membres des nations Cherokee et Creek.

## Histoire

### Soulèvement de 1729
Durant ses explorations du Mississippi, Pierre Le Moyne d'Iberville rencontre fréquemment les Natchez avec lesquels il tiendra une rencontre diplomatique en 1700, ouvrant une période de relations cordiales avec ce peuple considéré alors comme pacifique et socialement très bien organisé. On estime alors leur population à 3 500 personnes.
L'arrivée en 1713 du gouverneur Antoine de Lamothe-Cadillac met cependant en péril la bonne entente entre les Amérindiens et les Français. Cadillac passe par les terres des Natchez et refuse même de fumer le calumet de paix avec eux, ce qui est interprété comme un geste hostile. Devant la dégradation des relations, quand quatre Français sont tués par les Natchez, on demande à Jean-Baptiste Le Moyne de Bienville d'intervenir. En 1716, avec 40 hommes, il parvient à capturer Grand Soleil et d'autres chefs Natchez. Ils seront libérés en échange de leur aide pour construire Fort Rosalie. 
Durant les années 1720, la colonie connaît un essor. La cohabitation entre les Français et les Natchez se déroule pacifiquement, malgré des frictions. Fort Rosalie devient un lieu de rencontre et d'entrepôt de provisions. Des accrochages, dont un raid en 1723 durant lequel plusieurs Natchez sont tués par les Français, enveniment la situation. La mort de Grand Soleil en 1728, le plus fidèle allié des Français chez les Natchez, fragilise la colonie. 
À la suite de la décision d'expropriation d'une partie de leurs terres au profit d'une plantation de tabac, sous la direction du gouvernant Detchéparre de Fort Rosalie, les Natchez — dont Sancousy — attaquent par surprise Fort Rosalie le 28 novembre 1729. Ils éventrent les femmes enceintes et font des dizaines de prisonniers. Ils massacrent en deux heures plus de 200 colons — soit un huitième de la population blanche implantée alors le long du Mississippi — et mettent le feu à Fort Rosalie. Plus au nord, le poste de Yazoo est également décimé par la tribu Yazoo.
Mais la révolte des Natchez se termine par la destruction de ce peuple : les Français ripostent l'année suivante, alliés avec les Chactas et, en 1731, après la prise d'un fort natchez, 427 sont vendus comme esclaves et emmenés à Saint-Domingue. D'autres s'enfuient et se dispersent,,.

### Organisation sociale
La description la plus détaillée du mode de vie des Natchez est due à Antoine-Simon Le Page du Pratz (v. 1695-1775). Arrivé en Louisiane en 1718, Le Page y a vécu jusqu’en 1734, fréquentant les Natchez et apprenant leur langue. Ses observations furent d’abord publiées sous la forme d’une série d’articles parue dans le Journal œconomique  entre septembre 1751 et février 1753 puis en livre, sous le titre Histoire de la Louisiane, à Paris, chez De Bure, l'aîné, Veuve Delaguette, et Lambert, en 1758, en trois volumes. L’ouvrage de Le Page du Pratz est une source particulièrement bien informée et irremplaçable sur les Natchez, un peuple disparu.
La société Natchez apparaît comme le prolongement de la culture de Plaquemine. Contrairement à beaucoup d'autres groupes amérindiens, elle était hiérarchisée en quatre groupes dirigés par un Grand Soleil que l'on peut assimiler à un roi. Celui-ci était souvent transporté sur une litière. Au début du XVIIIe siècle, les Français installés en Louisiane assistent aux funérailles de la Grande Reine au cours desquelles sont organisés des sacrifices humains, comme pour celles du Grand Soleil.
Les Natchez honoraient leurs divinités dans des temples : dans l'un d'entre eux, le feu sacré ne devait jamais cesser de brûler. Les villages étaient quadrillés par un réseau de voies qui menaient à une place centrale comme chez les Mound Builders et les civilisations mississippiennes.
Les Natchez vivaient sur des fermes familiales bâties près des cours d'eau et le long de chemins reliant les fermes entre elles et des centres sacrés où se tiennent des cérémonies religieuses et des événements sociaux.

## Littérature

### Roman
- François-René de Chateaubriand, Les Natchez, éditions Le Livre de Poche, La Pléiade.

### Bande dessinée
- Jacques Martin et Olivier Pâques, Loïs - Le Roi Soleil (Tome 1), éditions Casterman.

#### Sources duXVIIIesiècle
- Mathurin Le Petit, « Lettre du père Le Petit, 12 juillet 1730, sur les sauvages du Mississippi, et en particulier les Natchez, et relation de leur entreprise sur la colonie française en 1729 », dans Jean-Baptiste Du Halde (dir.), Lettres édifiantes et curieuses, écrites des Missions étrangères, par quelques missionnaires de la Compagnie de Jésus, 1731, vol. 20.
- Antoine-Simon Le Page du Pratz, Histoire de la Louisiane, contenant la découverte de ce vaste pays ; sa description géographique ; un voyage dans les terres ; l'histoire naturelle ; les mœurs, coutumes & religion des naturels, avec leurs origines, Paris, De Bure, l'aîné, veuve Delaguette, et Lambert, 1758 – trois volumes : vol. I (lire en ligne) ; vol. II (lire en ligne) ; vol. III (lire en ligne).

#### Études duXXIesiècle
- Jim Barnett, « À la rencontre des Natchez », Cap-aux-Diamants, no 66,‎ été 2001, p. 27-31 (ISSN 0829-7983).
- Gilles Havard et Cécile Vidal, Histoire de l'Amérique française, Paris, Flammarion, 2003, p. 303.
- Arnaud Balvay, La Révolte des Natchez, Paris, Editions du Félin, 2008.
- Gilles Havard, Un continent en partage : cinq siècles de rencontres entre Amérindiens et Français, Paris, Les Indes savantes, 2013, 641 p. (ISBN 978-2-84654-356-9).
- Gilles Havard, Les Natchez. Vie et destin d'un peuple nord-américain, éditions Tallandier, coll. « Histoire », 25 janvier 2024, 608 p. (ISBN 9791021060739)